# Wilma-Gletscher
Der Wilma-Gletscher ist der westliche zweier Gletscher im ostantarktischen Kempland, die in den südlichen Abschnitt der Edward-VIII-Bucht münden. Der andere ist der Robert-Gletscher.
Eine Schlittenmannschaft um den australischen Geodäten und Kartographen Robert George Dovers (1921–1981) kartierten ihn 1954 im Rahmen der Australian National Antarctic Research Expeditions. Das Antarctic Names Committee of Australia (ANCA) benannte den Gletscher nach Dovers’ Ehefrau Wilma.